# ツクバネガシ
ツクバネガシ（衝羽根樫、学名: Quercus sessilifolia）はブナ科コナラ属の常緑高木。中国名は、雲山青岡。

## 形態
常緑広葉樹の高木。樹皮は暗灰褐色で、若木は滑らかだが、老木になると不規則に剥がれるようになる。一年枝ははじめ毛があるが、次第に無毛になる。葉は革質で幅広い披針形、葉柄は短く、やや扁平で表面はつやがある深緑、裏面はやや色の薄い緑色。葉縁の鋸歯は少なく、先端部にのみある。芽が伸びたあとに鱗片がぶら下がり、葉の付け根にしばらく残るのも特徴である。
花期は5月。雌雄同株。雄花序は垂れ下がった形で黄褐色の雄花を多数つける。雌花序は葉腋に直立し3～4個の雌花をつける。果実は堅果（どんぐり）で、翌年の秋に熟す。
冬芽は長楕円形の鱗芽で鈍い稜があり、重なり合った多数の芽鱗に包まれている。枝先に頂芽と複数の頂生側芽がつく。側芽は小さく、枝に互生する。

## 生態
他のブナ科樹木と同じく、菌類と樹木の根が共生して菌根を形成している。樹木にとっては菌根を形成することによって菌類が作り出す有機酸や抗生物質による栄養分の吸収促進や病原微生物の駆除等の利点があり、菌類にとっては樹木の光合成で合成された産物の一部を分けてもらうことができるという相利共生の関係があると考えられている。菌類の子実体は人間がキノコとして認識できる大きさに育つものが多く、中には食用にできるものもある。土壌中には菌根から菌糸を通して、同種他個体や他種植物に繋がる広大なネットワークが存在すると考えられている。アカマツ苗木に感染した菌根では全部の部分の成長を促進するのではなく、地下部の成長は促進するが地上部の成長はむしろ抑制するという報告がある。外生菌根性の樹種にスギやニセアカシアの混生や窒素過多の富栄養状態になると菌根に影響を与えるという報告がある。
花は地味なものであり、花粉は風媒（英: anemophily）される。風媒花はシダ植物の胞子散布の様で原始的な花だと思われることもあるが、ブナ科やイネ科は進化の末にこの形質を獲得したとみられている。
種子は重力散布型であるが、動物の影響も大きい。カシのドングリは渋くて食べにくく、実際に有毒である。ツキノワグマやイノシシは唾液中にタンニンを中和する成分を持ち、しかもタンニンが多い種類のドングリを食べる時期だけ中和成分を増加させることが報告されている。一般にブナ科樹木の発芽にはネズミが地中にドングリを埋めるという貯食行動によるものが大きいと見られている。ネズミがドングリをその場で食べるか、貯食するかは周囲の環境の差も大きい。ネズミもタンニンに耐性を持つが、常に耐性を持っているのではなく時期になると徐々に体を馴化させて対応しており、馴化していない状態で食べさせると死亡率が高いという。イノシシが家畜化されたブタは例外として、その他のウシやウマなどではドングリ中毒（英:acorn poisoning）というのも知られている。
新規侵入地へのカシの定着にはネズミが運ぶには長距離の分布地域もあり、カケス（Garrulus glandarius、カラス科）の貯食行動が関与しているのが疑われる地域もある。
菌根の種類、花粉の媒介、種子の散布様式という3つの事象は独立して進化してきたように見えるが、連携して進化してきたのではないかという説が近年提唱されている。外生菌根、風媒花、重力散布（および風散布）はいずれも同種が密集する状況ほど有利になりやすい形質であると考えられている。
ドングリは昆虫の餌にもなっており、種子の死亡率としては動物以外にこちらも大きい。北海道における観察例ではクリシギゾウムシなどのシギゾウムシ類と、ハマキガ類が殆どである。この年の虫害率は全種子の8割、虫害による死亡率は同7割であった。虫害を受けても完全に死ぬわけでなく一部は生存し発芽もするが、実生はやや小さいという。野外ではたいていのドングリは虫害を受けているため、これに対するネズミの反応も調べられている。ヒメネズミでの実験では完食する場合は健全堅果の方を好むが、虫害果も食べないわけではない。巣へ運ぶ個数などは雌雄差が見られた。
ドングリは秋に地上に落ちるとすぐに根を伸ばし、春先には本葉を展開させる。形態節のように地下性の発芽様式をとり、子葉は地中のドングリ内に残る。ネズミは地下に残る子葉目当てに、掘り起こして捕食することがあり、初夏までの死因はこれが多いという。時期、および過度な掘り起しが起きなければ子葉の捕食自体は致命的でない場合もあると見られ、大きい種子を付けることで実生から遠ざけ子葉に誘引する生存戦略なのではという説もある。前述のように虫害でも種子内部が完全には捕食されずに生き残る例が知られている。
種子は落下後すぐに根を伸ばす性質から埋土種子や土壌シードバンクは形成しないと見られている。戦略としては耐陰性の高い実生を地上に大量に用意し、ギャップの形成を待つ陰樹に多いタイプである。耐乾性はあり尾根筋にも定着できるが、条件の良い谷筋で優勢な群落を作ることが多い。これは重力散布になるドングリの影響もある。
アラカシと違い石灰岩質の土壌を嫌う。

### ナラ枯れ
ナラ枯れ（ブナ科樹木萎凋病、英：Japanese oak wilt）は、本種をはじめ全国的にブナ科樹木の枯損被害をもたらしている病気である。原因は菌類（きのこ、カビ）による感染症であることが、1998年に日本人研究者らによって発表され、カシノナガキクイムシという昆虫によって媒介されていることが判明した。ミズナラやコナラはこの病気に対して特に感受性が強く、枯損被害が全国的に発生しており大きな問題になっている。
マツ材線虫病およびナラ枯れの蔓延により、関東地方以西ではアカマツ・コナラ林からシイ・カシ林へと植生遷移が急速に進んでいる地域がある。これには増加するニホンジカの捕食圧の影響も言われており、シカが嫌う植物と母数の多い植物が優勢になっていくのではないかと推測されている。

## 分布
宮城県・富山県以西の本州、四国、九州に分布し、および台湾に分布する。

## 人間との関係

### 木材
カシの名前は「堅し木」に由来するという説があるほど、本種も硬く重い木材である。気乾比重は平均0.9程度だが、成長の良い良材ほど硬く重くなる。道管の配置による分類は放射孔材と呼ばれるもので、年輪は目立たない。また、辺材と心材の区別は不明瞭である。柾目にはトラのような模様（いわゆる杢）が現れ、これが美しいと評価されることが多い。杢は「虎斑」、「虎斑杢」、また見る角度によっては光の反射具合が異なり銀色に見えることから「銀杢」とも呼ばれる。また、板目面にはカシメ（樫目）と呼ばれるゴマ上の模様が見られる。これは放射組織が目立つためである。乾燥は難しく反りやすい 。
萌芽能力が高く、定期的に何度も収穫可能であることから、燃料用としては非常に優れている。
材は器具材、シイタケの原木などに利用される。

### 天然記念物
国指定
- シシンラン群落 (ツクバネガシに着生） - 奈良県吉野郡上北山村 水分神社境内

都道府県指定
- 広島県 : 宇津戸領家八幡神社の社叢 - 広島県世羅郡世羅町 領家八幡神社境内
- 山梨県 : 菅田天神社のカシ群 - 山梨県甲州市塩山上於曽1054 菅田天神社境内
- 栃木県 : 喜久沢のツクバネガシ - 栃木県鹿沼市見野1542 喜久沢神社 境内
- 広島県 : 乃美本宮八幡神社の社叢 - 広島県東広島市豊栄町鍛冶屋963-2 八幡神社境内
- 広島県 : 速田神社のツクバネガシ - 広島県廿日市市友田7 速田神社境内
- 栃木県 : 堀之内のツクバネガシ（オオツクバネガシ） - 栃木県大田原市堀之内

市町村指定
- 小松市 : 赤瀬白山神社のツクバネガシ林 - 石川県小松市赤瀬町 白山神社境内
- 上郡町 : 旭日の大ツクバネガシ - 兵庫県赤穂郡上郡町旭日乙黒石
- 笠間市 : 天神社のツクバネガシ - 茨城県笠間市大渕 天神社境内
- 三次市 : 粟島社のツクバネガシ - 広島県三次市甲奴町梶田841-2  粟島神社境内
- 神河町 : 市原神社のツクバネガシ群 - 兵庫県神崎郡神河町 市原神社境内
- 小山町 : 上野神明社のツクバネガシ - 静岡県駿東郡小山町上野 神明社境内
- 設楽町 : 上森古屋のツクバネガシ - 愛知県北設楽郡設楽町津具字上森古屋
- 上郡町 : 黒石のツクバネガシ - 兵庫県赤穂郡上郡町旭日乙字黒石
- 佐用町 : 下石井八幡神社のツクバネガシ - 兵庫県佐用郡佐用町下石井大船  八幡神社境内
- 周南市 : 周方神社社叢 - 山口県周南市大字長穂宮の原  周方神社境内
- 京都市 : 白山神社のツクバネガシ - 京都府京都市右京区京北田貫町宮ノ後12-2 白山神社境内
- 広島市 : 峠八幡宮のオオツクバネガシ - 広島県広島市安佐北区大林上草田 峠八幡宮境内
- 八王子市 : 南大沢のツクバネガシ（オオツクバネガシ） - 東京都八王子市南大沢1丁目262番地 八幡神社境内
- 奥多摩町 : 向寺地のツクバネガシ - 東京都西多摩郡奥多摩町氷川字足洗沢
- 姫路市 : 矢倉神社のツクバネガシ林 - 兵庫県姫路市安富町皆河858 矢倉神社境内
- 関市 : 八幡神社の樫の木 - 岐阜県関市上之保宮脇先谷 八幡神社境内
- 身延町 : 湯平のツクバネガシ - 山梨県南巨摩郡身延町湯平 八幡神社境内
- 広島市 : 養山八幡神社の社叢 - 広島県広島市安佐北区小河内 養山八幡神社境内

## 分類学上の位置づけ
コナラ属内の分類は従来形態的特徴に基づき、殻斗の模様が鱗状のものをコナラ亜属（Subgen. Quercus）、環状のものをアカガシ亜属（Subgen. Cyclobalanopsis）と分けられてきたが、遺伝子的な系統に基づく他の分類が幾つか提唱されている。総説にDenk et al.（2017）がある。
以下の交雑種が知られる。
- 交雑種

オオツクバネガシ Quercua x takaoyamensis アカガシとの交雑種